# Lukas Hottinger
Lukas Hottinger (Düsseldorf, 12 febbraio 1933 – Basilea, 4 settembre 2011) è stato un paleontologo, geologo e biologo svizzero.
Ha pubblicato numerosissimi lavori riguardanti la biologia e paleobiologia dei macroforaminiferi. È stato uno dei maggiori esperti mondiali di macroforaminiferi sia attuali che fossili. Si è occupato degli alveolinidi del Paleogene e dell'Eocene, ha studiato le comunità bentoniche del Golfo di Aqaba e Mauritius, è stato responsabile del progetto IGCP 286 (Early Paleogene Benthos) ed ha organizzato corsi internazionali COMETT sui macroforaminiferi dal 1993 al 1996. Dal 1959 al 1964 ha lavorato in Marocco per il Servizio Geologico elaborando la carta geologica del Marocco, sotto la direzione di Georges Choubert e Anne Faure-Muret.
Nel 1997 è stato insignito del Cushman Award dalla Cushman Foundation for Foraminiferal Research.

## Pubblicazioni
- Hottinger, L, 1960. Über eocaene und paleocaene Alveolinen. Eclogae geologicae Helvetiae, vol. 53, no. 1, pp. 265–283.
- Hottinger, L. und Schaub, H. 1960.- Zur Stufeneinteilung des Paleocaens und des Eocaens. Einführung der Stufen Ilerdien und Biarritzien. Eclogae geologicae Helvetiae vol. 53, no. 1, pp. 453–479.
- Hottinger, L. 1962. Recherches sur les Alvéolines du Paléocène et de l'Eocène. Mémoires Suisses de Palèontologie 75/76, 243 p., 117 figs. & 18 pls.
- Hottinger, L. 1963. Les Alvéolines paléogènes. exemple d'un genre polyphylétique. in: E. Von Koenigswald (ed.): Evolutionary trends in Foraminifera. Elsevier (Amsterdam), pp. 298 – 314.
- Hottinger, L. and Dreher, D. 1974. Differentiation of protoplasm in Nummulitidae (Foraminifera) from Elat, Red Sea. Marine Biology vol. 25, pp. 41 – 61.
- Hottinger, L. 1976. An early Umbilical Canal System in Trocholina chouberti n. sp. from the Lower Cretaceous of North-Eastern Morocco. Eclogae geologicae Helvetiae vol. 69, no. 3, pp. 815 – 520.
- Hottinger, L. 1978. Comparative anatomy of selected foraminiferal shell structures. In: R.H. Headley and G. Adams (ed.) Foraminifera III. Academic press (London), pp. 203–266.
- Billman, H., Hottinger, L. and Oesterle, H. 1980. Neogene to Recent Rotaliid Foraminiferans from Indonesia. In: L. Hottinger (ed), Rotaliid Foraminifera. Mémoires Suisses de Paléontologie, vol. 101. Birkhäuser (Basel), pp. 71–113.
- Hottinger, L. and Drobne, K. 1980. Early Tertiary conical imperforate foraminifera. Razprave (Ljubljiana) vol.22, no.3, pp. 169 – 276, 15 figs, 32 pls.
- Hottinger, L. 1981. Fonctions de la disposition alternante des loges chez les foraminifères et lastructure d'Omphalocyclus. Cahiers de Micropaléontologie Année 1981/4 (Paris), pp. 45 – 55.
- Hottinger, L. 1982. Larger Foraminifera, giant cells with a historical background. Naturwissenschaften, vol. 69, pp. 361 – 371.
- Hottinger, L. 1983. Neritic macroid genesis, an ecological approach. In: T. Peryt (ed): Coated Grains. Springer (Berlin), pp. 38 – 55.
- Hottinger, L. 1986. Construction, structure and function of foraminiferal shells. In: B. Leadbeater and R. Riding (eds.): Biomineralisation in plants and lower animals. Systematic Association, special vol. 30, Clarendon (Oxford), pp. 219 – 239.
- Hottinger, L. 1988. Conditions for generating carbonate platforms. Memorie Società Geologica Italiana, vol. 40, pp. 265 – 271.
- Hottinger, L., Caus, E. and Drobne, K. 1989. Late Cretaceous larger miliolids (foraminifera) endemic in the Pyrenean faunal province. Facies (Erlangen), vol. 21, pp. 99 –134.
- ǂHottinger, l., Halicz, E. and Reiss, Z. 1993. Recent Foraminiferida from the Gulf of Aqaba, Red Sea. Slovenska Akademija Znanosti in Umenosti (Ljubljana), classis IV, dela vol. 33, 179 p., 230 pls.
- ǂHottinger, L. 1996. Focussing Paleontological Education. Europal Newsletter 9: p. 36-39.
- ǂHottinger, L. 1996. Sels nutritifs et biosédimentation. Mémoires Société géologique de France (n.s.) 169: 99-107.
- Tambareau, Y., Hottinger, L., Rodriguez-Lazaro, J. Villatte, J. Babinot, J.-F.. Colin, J.-P., Garcia-Zabraga, E., Rocchia, R. et Guerrero, N. 1997. Communautés fossiles benthiques aux alentours de la limite Crétacé-Tertaire dans les Pyrénées. Bulletin Société géologique France 168/6: 795-804.
- Hollaus, S. and Hottinger, L. 1997. Temperature dependance of endosymbiontic relationships? Evidence from the depth range of mediterranean Amphistegina lessonii (Foraminiferida) truncated by the thermocline. Eclogae geologicae Helvetiae 90/ 3: 591-597.
- ǂHottinger, L. 1997. Shallow benthic foraminiferal assemblages as signals for depth ot their deposition and their limitations. Bulletin Société géologique de France 168/4: 491-505.
- Hottinger, L. 1997. Paleontology, quo vadis? In: Dr. Honoris Causa Lukas Hottinger. Servei Publications Universitat Autònoma de Barcelona (Bellaterrhttp): 13-23.
- Hottinger, L, 1997. The 1997 Joseph A. Cushman Award. https://web.archive.org/web/20120320122533/http://pages.unibas.ch/museum/microfossils/Colls_NMB/COLLECTN/HOTTINGE/CUSHM_AW.HTML
- ǂSerra-Kiel, J., Hottinger, L., Caus, E., Drobne, K., Ferrandez, C., Jauhri, A.K., Less, G., Pavlovec, R., Pignatti, J., Samso, J.M., Schaub, H., Sirel, E., Strougo, A., Tambareau, Y., Tosequella, J. and Zakrevskaya, E. 1998. Larger Foraminiferal Biostratigraphy of the Tethyan Paleocene and Eocene. Bulletin Société géologique France 169/2: 281-299.
- Hottinger. L. 1998. Three levels of abstraction in the study of the fossil record. An introduction to activities within IGCP 287 Early Paleogene Shallow Benthos. Dela SAZU 34/2: 11-14.
- Hottinger, L. 1998. Shallow benthic foraminifera at the Paleocene-Eocene Boundary. Extended abstract. Strata (Toulouse) série 1, vol. 9, pp. 61 – 64.
- Hottinger, L., Sameeni, J. and Butt, A.A. 1998. Emendation of Alveolina vredenburgi Davies and Pinfold, 1937 from the Surghar Range, Pakistan. Dela SAZU 34/2: 155-163.
- ǂKrautwig, D.W.H., Hottinger, L. and Zankl, H. 1998. The Lamellar-Perforate Arborescent and Coloured Foraminifers Miniacina, Homotrema and Sporadotrema. Facies (Erlangen), 38: 89-102.
- ǂHottinger, L. 1999. Odd partnerships, a particular size relation between close species of larger foraminifera, with an emendation of an outstandingly odd partner, Glomalveolina delicatissima (Smout, 1954), Middle Eocene. Eclogae geologicae Helvetiae 92/3: 385-393.
- Peybernès, B., Fondecave-Wallez, M.-J., Hottinger, L. Eichène, P. et Segonzac, G. 2000. Limite Crétacé-Tertaire et Biozonation micropaléontologique du Danien-Sélandien dans le Béarn occidental et la Haute-Souhttp (Pyrénées-Atlantiques). Géobios 33/1: 35-48.
- Hottinger, L. 2000. Adaptations of the foraminiferal cell to life in shallow carbonate environments. Extended abstract. Accad. Naz. Sci. Lett. Arti Modena, Collana Studi 21: 135-140.
- ǂHottinger, L. 2000. Functional morphology of benthic foraminiferal shells, envelopes of cells beyond measure. micropaleontology 46, suppl. 1. 57-86.
- ǂLanger, M. R. and Hottinger L. 2000. Biogeography of selected "larger" foraminifera. micropaleontology 46, suppl. 1: 105-126.
- ǂHottinger, L. 2001. Archaiasinids and related porcelaneous larger foraminifera from the Late Miocene of the Dominican Republic. Journal of Paleontology 75/3: 475-512.
- ǂHottinger, L. 2001. Learning from the past. In: Levi-Montalcini R. (ed.) Frontiers of Life, Vol. 4, part 2: Discovery and spoliation of the biosphere, pp. 449–477. 18 figs. 2 tab. Academic Press, London & San Diego.
- ǂHottinger L.  2001. Shell Cavity Systems in Elphidiid and Pellatispirine bilamellar Foraminifera. Editor's preface. Micropaleontology 47, suppl.2: 1-4.
- ǂHottinger, L., Reiss, Z. and Langer, M. 2001. Spiral canals of some Elphididae. Micropaleontology 47, suppl. 2: 5-34.
- ǂHottinger, L., Romero, j. and Caus, E. 2001. Architecture and revision of the pallatispirines, planispiral canaliferous foraminifera from the Late Eocene Tethys. Micropaleontology 47 suppl. 2; 35-77.
- ǂAguilar, M., Bernaus,J.M., Caus, E. and Hottinger, L. 2002. Lepidorbitoides minima Douvillé from Mexico, a foraminiferal index fossil for the Campanian. Journal Foraminiferal Research 32/2: 126-134.
- ǂAbramovich, S., Keller, G., Adatte, T., Stinnesbeck, W., Hottinger, L:, Stueben, D., Berner, Z., Ramanivosoa, B., & Randriamanantenasoa, A.  2002. Age and Paleoenvironment of the Maestrichtian to Paleocene of the Mahajanga Basin, Madagascar: a multidisciplinary approach. Marine Micropaleontology 47, 17 –70.
- Hottinger, L. 2003. Oligocene Larger Foraminifera, Dusk of the Paleogene or Dawn of the Neogene? In: Davide Bassi (ed.) Oligocene Shallow Water Carbonates: Biogenic Components and Facies. Workshop abstracts. Ann. Università Ferrara Vol 10, suppl., p. 9-10.
- Drobne. K. and Hottinger, L. 2004. Larger Miliolid Foraminifera in Time and Space.  Academie Serbe Sciences et Arts, Bulletin T. CXXVIII; Sciences Naturelles No. 42: 83-99.
- Hottinger, L. 2004. Das geologische Riegelhaus: Allschwiler Untergrund in 4 Etagen. Allschwiler Schriften 12 (Kulturverein Allschwil - Schönenbuch), 51p.
- ǂHottinger, L. 2005. Geometrical constraints in foraminiferal architecture: consequences of change from planispiral to annular growth. Studia geologica polonica 124: 99-115.
- ǂHottinger, L. 2006. Illustrated glossary of terms used in foraminiferal research. Notebooks on Geology, Brest, Memoir 2006/2, 126 p., 83 figs. Electronic publication: http://paleopolis.rediris.es/cg/CG2006_M02/ Archiviato il 16 ottobre 2014 in Internet Archive.
- ǂHottinger, L. 2006. The "face" of benthic foraminifera. Bollettino Società Paleontologica Italiana (Modena) vol. 45 (1): 75-89.
- ǂHottinger, L. 2006. The depth-depending ornamentation of some lamellar-perforate foraminifera. Symbiosis vol. 42, pp. 141 –151.
- Bassi, D., Fugagnoli, A. and Hottinger, L. 2006. Foraminiferal shell structures: exoskeleton and endoskeleton (part 1). Foraminiferal shell structures: additional cavity systems produced by supplemental skeletons (part 2). Annali Università degli Studi di Ferrara, Sezione Museologia Scientifica e Naturalistica, Vol. 2, parts 1-2. Electronic publication: https://web.archive.org/web/20080408025807/http://eprints.unife.it/annali/museologia/vol2.htm
- Workshop on the High Biodiversity of the Gulf of Aqaba (Eilat): Origins, Dimensions and Protection. Institute of Advanced Studies Hebrew University, Jerusalem 2006. Abstract volume.
- ǂHottinger, L. (2006). The significance of biogenous carbonate production in reef ecology and its experimental confirmation by anthropogenous eutrophication in Mauritius, Indian Ocean. Abstract p. 27.
- ǂHottinger, L. (2006). Zeev Reiss' contributions to structural analysis and comparative anatomy of the foraminiferan shell. Abstract p. 28
- International symposium on foraminifera FORAMS 2006 (Natal, Brazil). Book of abstracts: Anuario do Instituto de Geosciencias Universidade Federal do Rio de Janeiro (UFRJ), Rio de Janeiro, Vol. 29/1: 735 p.
- ǂBoix, C., Villalonga R. and Hottinger, L. (2006). Rotaliids from the Late Cretaceous Western Tethys. Abstract. Anurario do Instituto de Geosciencias, UFRJ, 29/1: 677.
- ǂHottinger, L. (2006). Scales in space, time and taxonomy in the research for the history of life. Abstract. Anuario do Instituto de Geosciencias, UFRJ 29/1: 682-683.
- ǂHottinger, L. and Caus, E. (2006). Meandropsinids, an ophthalmidid family of Late Cretaceous K-strategists endemic in the Pyrenean Gulf. Abstract. Anuario do Instituto de Geosciencias UFRJ 29/1: 684-685.
- ǂHottinger, L., Tyszka, J., and Topa, P. (2006). "Glossary" and "e-Forams": free, rapid access to the current basic knowledge on foraminifera. Abstract. Anuario do Instituto de Geosciencias 29/1: 385 -386.
- ǂOrnelas-Sanchez, M. and Hottinger, L. (2006). Upper Jurassic Lituolids in the Sierra de Chiapas (Mexico) and their relation to the Tethys. Abstract.  Anuario do Instituto de Geosciencias – UFRJ, 29/1: 351-352.
- ǂVicedo, V., Hottinger, L., Caus, E. and Aguilar, M. (2006). Fusiform and laterally compressed alveolinids from both sides of the Late Cretaceous Atlantic. Abstract. Anuario do Instituto de Geosciencias – UFRJ, 29/1: 695-696.
- Hottinger, L. 2007. The Lockhartia Sea, center of K-strategist foraminiferal diversity in the Neotethys during the Eocene and its eastward displacement in later times. Abstract. 1st International Paleobiogeography Symposium, Paris (Université Pierre et Marie Curie, Paris 6), p. 48.
- ǂVecchio, E., Barattolo, F. and Hottinger, L. 2007. Alveolina horizons in the Trentinara Formation (Southern Apennines, Italy): stratigraphic and paleogeographic implications. Rivista Italiana di Paleontologia e Stratigrafia, 113/1, 21 - 42.
- ǂBassi, D., Hottinger, L. and Nebelsick, J.H. 2007. Larger foraminifera from the upper Oligocene of the Venetian area, Northern Italy. Palaeontology, 50/4, 845 – 868.
- ǂHottinger, L. 2007. Revision of the foraminiferal genus Globoreticulina Rahaghi, 1978, and of its associated fauna of larger foraminifera from the late Middle Eocene of Iran. Notebooks on Geology (Brest), CG2007-A06, pp. 1–51, 3 Figs., 15 Pls.
- ǂHottinger, L. and Caus, E. 2007. Shell architecture in the Late Cretaceous foraminiferal subfamily Clypeorbinae Sigal, 1952. Journal of Foraminiferal Research, 37/4, 372-392; DOI: 10.2113/gsjfr.37.4.372
- ǂHottinger L. 2014. Paleogene larger rotaliid foraminifera from the western and central Neotethys. Springer-Verlag, 196 p., 119 illus., 6 illus. in color, ISBN 978-3-319-02853-8.

## Specie e Generi dedicati a Lukas Hottinger
- Orbitoides hottingeri van Hinte

Hinte J.E. van 1966. Orbitoides hottingeri n.sp. from Northern Spain. Proc. Konink. Neder. Akad. Wet. Serie B, 69, 388–402.
- Flabellinella hottingeri Rahhali

Rahhali I. 1970. Foraminifères benthoniques et pélagiques du Crétacé supérieur du synclinal d'El Koubbat (Moyen Atlas Maroc). Notes et Mémoires du Service géologique du Maroc, 30 (225), 51–98.
- Hottingerina lukasi Drobne

Drobne K. 1975. Hottingerina lukasi n. gen., n. sp. (Foraminiferida) iz srednjega paleocena v severozahodni Jugoslaviji (Hottingerina lukasi n. gen., n. sp. (Foraminiferida) du Paléocène moyen provennant du Nord-Ouest de la Yougoslavie). Razprave , 4.razr. Slovenska akademija znanosti in umetnosti SAZU 18, 242–253, 10 pls, Ljubljana.
- Alveolina hottingeri Drobne 1977

Drobne K. 1977. Alvéolines paléogènes de la Slovénie et de l'Istrie. Schweizerische Palaontologische Abhandlungen 99, 1–132.
- Pseudolacazina hottingeri n. gen. n. sp. Caus

Caus E. 1979. Fabularia roselli n.sp., et Pseudolacazina n.gen., foraminiferes de I'Eocene moyen du Nord-Est de I'Espagne. Geobios, 12, 29–45.
- Nummulites hottingeri Schaub 1981

Schaub H.P. 1981. Nummulites et Assilines de la Téthys Paléogène: taxonomie, phylogénèse et biostratigraphie. Schweiz Palaeontol Abhand 104–106: 1–236.
- Orbitokathina hottingeri Rahaghi

Rahaghi A. 1983. Stratigraphy and faunal assemblage of Paleocene-Lower Eocene in Iran. Ministry of Oil, National Iranian Oil Companies, Geological Laboratoires, 10, 1–73.
- Spiroplectinella hottingeri Langer 1992

Langer M.R. 1992. New Recent foraminiferal genera and species from the lagoon at Madang, Papua New Guinea. Journal of Micropalaeontology, 11(1): 85–93.
- Yaberinella hottingeri Robinson

Johnson E. 1993. Some imperforate larger foraminifera from the Paleogene of Jamaica and the Nicaragua rise. Journal of Foraminiferal Research, 23, 47–65.
- Praealveolina hottingeri Pêcheux 1996 (?)
- Karsella hottingeri Sirel

Sirel E. 1997. The species of Miscellanea Pfender, 1935 (Foraminiferida) in the Thanetian-Ilerdian sediments in Turkey. Revue de Paleobiologie, 16(1), 77–99.
- Somalina hottingeri White

White M.R. 1997. A new species of Somalina (Somalina hottingeri) with partially vacuolate lateral walls from the Middle Eocene of Oman. Micropalaeontology, 16, 131–135.
- Bopaina hottingeri Colin, Tambareau and Krasheninnikov 1998
- Hottingerina anatolica Sirel 1999

Sirel E. 1999. Four new genera (Haymanella, Kayseriella, Elaziella and Orduella) and one new species of Hottingerina from the Paleocene of Turkey. Micropaleontology, 45 (2), 113–137.
- Streptocyclammina hottingeri Schlagintweit, Gawlick and Lein 2005
- Topical inventory of publications from Lukas Hottinger (Bibliographie 1956-2009): https://micropal-basel.unibas.ch/Colls_NMB/COLLECTN/HOTTINGE/LIT_HOTT.html